# FC 뮐루즈
FC 뮐루즈(Football Club de Mulhouse)는 프랑스의 축구 클럽으로, 오랭주의 뮐루즈를 연고지로 한다. 현재 프랑스 5부 리그인 샹피오나 나시오날 3에 참가하고 있다.

## 선수 명단

### 현역
참고: FIFA 자격 규정에 따라 소속된 국가대표팀 국기를 표시합니다. 선수는 복수의 FIFA 비회원국 국적을 가지고 있을 수 있습니다.
| 번호 | 포지션 | 국적 | 이름 |
| ---- | ------ | ---- | ---- |

| 번호 | 포지션 | 국적 | 이름 |
| ---- | ------ | ---- | ---- |

## 역대 감독
| 감독            | 임기        |
| --------------- | ----------- |
| 플러트코 페렌츠 | 1932 ~ 1933 |
| 장마르크 기유   | 1981 ~ 1983 |
| 레몽 도메네크   | 1984 ~ 1988 |

틀:샹피오나 나시오날 3